# Willy Claes
Willem Werner Hubert „Willy“ Claes (* 24. listopadu 1938, Hasselt, Belgie) je belgický politik a bývalý generální tajemník NATO.

## Biografie
V roce 1964 byl zvolen do městské rady Hasseltu a v roce 1968 byl poprvé zvolen do belgického parlamentu. V roce 1972 se stal ministrem školství, v letech 1973 až 1992 byl ministrem hospodářství. V letech 1992 až 1994 byl ministrem zahraničních věcí a od 17. října 1994 do 20. října 1995 zastával funkci generálního tajemníka NATO. Na svůj úřad rezignoval v souvislosti s korupčním skandálem nazývaným „Aféra Agusta“, který se týkal úplatků pro špičky socialistické strany od italské zbrojní firmy Agusta, která dodala vojenské helikoptéry pro belgické vojenské letectvo.